# 福岡レッドワーブラーズの選手一覧
福岡レッドワーブラーズの選手一覧（ふくおかレッドワーブラーズのせんしゅいちらん）は、四国・九州アイランドリーグ（現・四国アイランドリーグplus）の福岡レッドワーブラーズにかつて所属していた主な選手の一覧である。

## 過去に在籍した主な選手

### NPB入団選手
※年はNPB入団前の最終所属年度。当球団より直接入団した選手に限る。
- 2008年
  - 金無英 - 福岡ソフトバンクホークス（ドラフト6位、2009年 - 2015年、2016年は東北楽天ゴールデンイーグルス）
- 2009年
  - 山田秋親 - 千葉ロッテマリーンズ（トライアウト合格、2010年 - 2012年）※元・福岡ソフトバンクホークス（2001年 - 2008年）

### その他
- 投手
  - 角野雅俊 - 最多セーブ (2009年)
  - 森辰夫 - 最多勝利 (2009年)
  - 森倫太郎 - 外野手出場経験もあり
  - 渡邊隆洋 - 現オリックス・バファローズ打撃投手

- 捕手
  - 瓜野純嗣 - 退団後、オリックス・バファローズブルペン捕手を経て[1]、福岡ソフトバンクホークスブルペン捕手[2]
  - 前田翔 - 現福岡ソフトバンクホークスブルペン捕手
  - 三國慶太 - 退団後、横浜DeNAベイスターズブルペン捕手

- 内野手
  - 荒川大輔 - ベストナイン (2008年)
  - 國信貴裕 - ベストナイン (2008年)、主将
  - 中村真崇 - 首位打者、ベストナイン (2009年)。香川オリーブガイナーズ移籍後、広島東洋カープ育成選手 (2012年 - 2013年)。

- 外野手
  - 西村悟 - 首位打者、ベストナイン (2008年)。西村憲 (元阪神タイガース)の実兄。
  - 陽耀華 - 陽耀勲 (元・福岡ソフトバンクホークス)の弟、陽岱鋼 (元北海道日本ハムファイターズ、読売ジャイアンツ)の兄。

## 歴代監督
- 森山良二（2008年 - 2009年）